# John Judd
 (août 2025).
Si vous disposez d'ouvrages ou d'articles de référence ou si vous connaissez des sites web de qualité traitant du thème abordé ici, merci de compléter l'article en donnant les références utiles à sa vérifiabilité et en les liant à la section « Notes et références ».
Pour les articles homonymes, voir Judd (homonymie).
John Judd est un ingénieur motoriste britannique né le 9 avril 1942. Judd a toujours œuvré dans le domaine de la compétition automobile, soit au sein d'écuries sportives, soit à la tête de sa société d'ingéniérie Judd, qu'il a créée en 1983.

## Parcours professionnel
- 1961 à 1965 : Ingénieur motoriste chez Climax (Formule 1)
- 1966 à 1968 : Ingénieur motoriste chez Repco (F1)
- 1969 à 1975 : Ingénieur motoriste en chef chez Cosworth (F1)
- 1976 à 1979 : Ingénieur motoriste en chef chez Cosworth (F1 et IndyCar)
- 1980 à 1982 : Directeur technique chez Honda (Formule 2)
- 1983 à 1987 : PDG de sa société de conception de moteur Judd
- 1983 à 1987 : Directeur technique chez Judd (Formule 3000)
- 1988 à 1991 : Directeur technique chez Judd (Formule 1)
- 1982 à 1997 : Directeur technique chez Yamaha (Formule 1)
- 1998 à aujourd'hui : PDG de sa société de conception de moteurs Judd